# Мюллер, Лукас
Лукас Мюллер (нем. Lukas Müller; 19 мая 1987, Вецлар, Германия) — немецкий спортсмен, Олимпийский чемпион в академической гребле (восьмёрки) 2012 года. Пришёл в греблю в 2004 году. С 2010 года является членом Сборной Германии по академической гребле. Увлекается баскетболом. Изучается машиностроение в Дортмунде.